# Brontoscopie

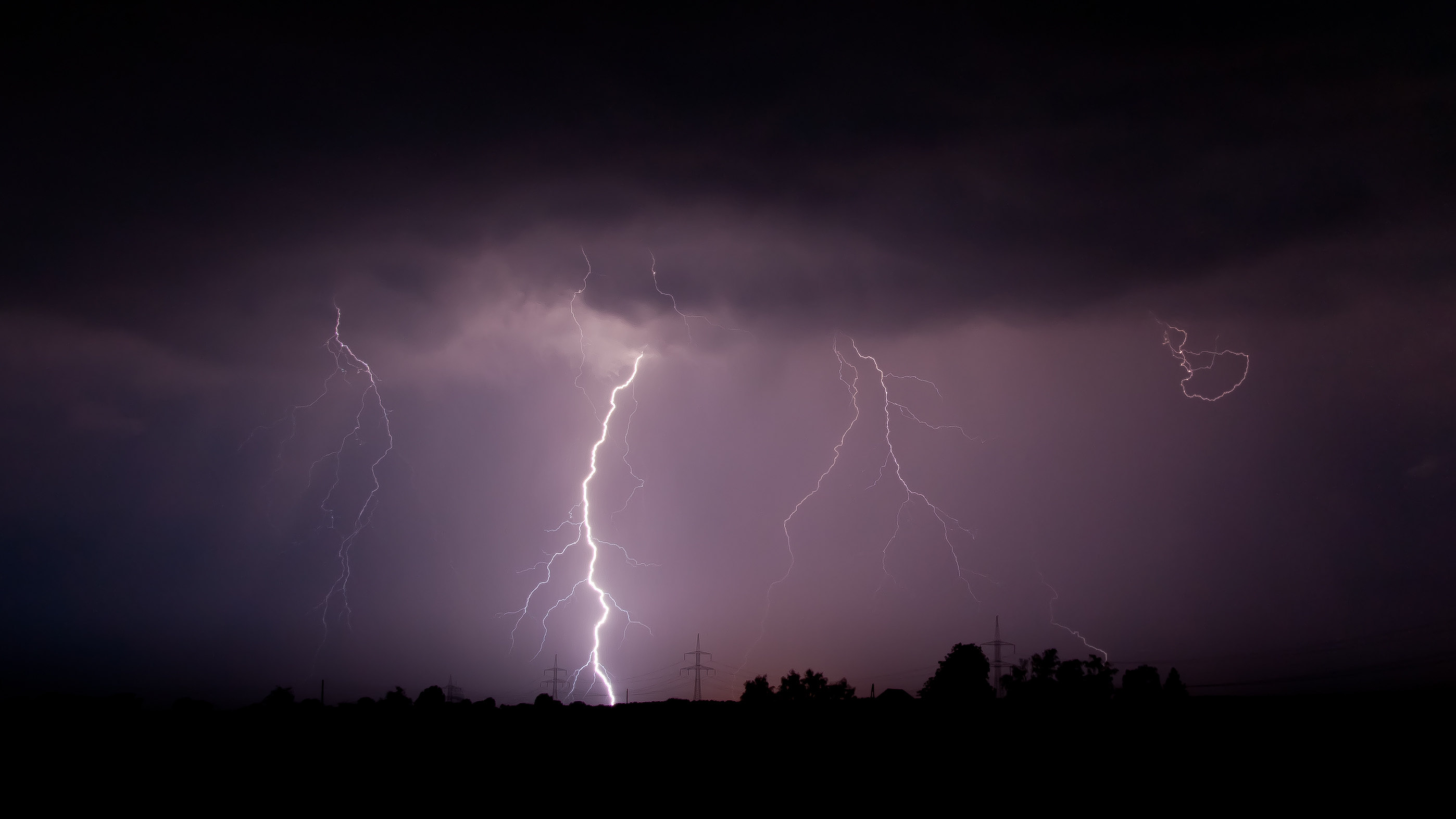
Un orage près de Pritzerbe, en Allemagne.

La brontoscopie ou brontomancie est une pratique divinatoire qui consistait, chez les Étrusques, en l’observation de la foudre et du tonnerre par les « haruspices fulgurateurs ».
Dans cette branche de l'aéromancie, les dieux étaient associés chacun à un des seize secteurs découpés sur l'horizon. Couleur, forme, éclat composaient les variables d'interprétation.
Sénèque nous rapporte à ce propos :

« [...] les Étrusques pensent quant à eux que les nuages se heurtent afin de produire la foudre ; en effet, comme ils rapportent toutes choses à la divinité, ils estiment non pas que les choses ont une signification parce qu’elles se produisent mais bien qu’elles se produisent à seule fin de signifier. »

— Sénèque,  Questions Naturelles, II, 32,2

## Disciplina etrusca
Le traité des Foudres ; Libri fulgurales
attribué à Végoia, dont on a connaissance par Sénèque et Pline. La doctrine des foudres exposait la signification des coups de tonnerre pour chaque jour de l'année. Une foudre tirait en outre sa signification selon la portion du ciel d'où elle provenait et où elle tombait. Le ciel, divisé en seize sections constituait donc un langage, virtuel, lui-même constitué par les phénomènes météorologiques qui s'y produisaient. Onze types de foudres étaient répertoriés, maniés par différents dieux. Aussi le message était-il à chaque fois différent et il incombait aux spécialistes qu'étaient les haruspices de les interpréter. On peut y voir des analogies avec la doctrine chaldéenne et y percevoir une influence des Meteorologica du pseudo-Aristote. Le schéma fondamental est cependant archaïque et repose sur le binôme macrocosme/microcosme.

## Remarque
Un des manuscrits de la mer Morte est un traité brontoscopique. Il montre que cette technique divinatoire existait aussi chez les juifs aux IIe – Ier siècle av. J.-C.. La vision alors entretenue était que Dieu (YHWH) parlait aux hommes par l'intermédiaire du tonnerre.